# Diamond League 2016
De IAAF Diamond League 2016 was de zevende editie van de Diamond League, een jaarlijkse serie van veertien eendaagse atletiekwedstrijden. De serie begon op 6 mei in Doha en eindigde op 9 september in Brussel.
De Meeting International Mohammed VI in Rabat verving met ingang van dit seizoen de Adidas Grand Prix in New York.

## Wedstrijdschema
| M | Mannen | V | Vrouwen |  | Finales |

| #  | Datum              | Plaats     | Meeting             | 100 | 200 | 400 | 800 | 1500 | 5000 | Stee | 110h | 400h | Hoog | Pols | Ver | Hink | Kogel | Disc | Speer |
| -- | ------------------ | ---------- | ------------------- | --- | --- | --- | --- | ---- | ---- | ---- | ---- | ---- | ---- | ---- | --- | ---- | ----- | ---- | ----- |
| 1  | 6 mei 2016         | Doha       | Qatar Athletic      |     |     |     |     |      |      |      |      |      |      |      |     |      |       |      |       |
| 2  | 14 mei 2016        | Shanghai   | Golden Grand Prix   |     |     |     |     |      |      |      |      |      |      |      |     |      |       |      |       |
| 3  | 22 mei 2016        | Rabat      | Meeting Mohammed-VI |     |     |     |     |      |      |      |      |      |      |      |     |      |       |      |       |
| 4  | 28 mei 2016        | Eugene     | Prefontaine Classic |     |     |     |     |      |      |      |      |      |      |      |     |      |       |      |       |
| 5  | 2 juni 2016        | Rome       | Golden Gala         |     |     |     |     |      |      |      |      |      |      |      |     |      |       |      |       |
| 6  | 5 juni 2016        | Birmingham | Aviva Grand Prix    |     |     |     |     |      |      |      |      |      |      |      |     |      |       |      |       |
| 7  | 9 juni 2016        | Oslo       | Bislett Games       |     |     |     |     |      |      |      |      |      |      |      |     |      |       |      |       |
| 8  | 16 juni 2016       | Stockholm  | DN Galan            |     |     |     |     |      |      |      |      |      |      |      |     |      |       |      |       |
| 9  | 15 juli 2016       | Monaco     | Meeting Herculis    |     |     |     |     |      |      |      |      |      |      |      |     |      |       |      |       |
| 10 | 22 en 23 juli 2016 | Londen     | London Grand Prix   |     |     |     |     |      |      |      |      |      |      |      |     |      |       |      |       |
| 11 | 25 augustus 2016   | Lausanne   | Athletissima        |     |     |     |     |      |      |      |      |      |      |      |     |      |       |      |       |
| 12 | 27 augustus 2016   | Parijs     | Meeting Areva       |     |     |     |     |      |      |      |      |      |      |      |     |      |       |      |       |
| 13 | 1 september 2016   | Zurich     | Weltklasse          |     |     |     |     |      |      |      |      |      |      |      |     |      |       |      |       |
| 14 | 9 september 2016   | Brussel    | Memorial Van Damme  |     |     |     |     |      |      |      |      |      |      |      |     |      |       |      |       |

## Puntentelling
Met ingang van 2016 kende de IAAF Diamond League een nieuwe puntentelling. In de nieuwe puntentelling worden er punten toegekend aan de eerste zes van elke wedstrijd op basis van onderstaande tabel. In de finalewedstrijden worden de punten verdubbeld.
| Rang | Punten | Punten (finales) |
| ---- | ------ | ---------------- |
| 1    | 10     | 20               |
| 2    | 6      | 12               |
| 3    | 4      | 8                |
| 4    | 3      | 6                |
| 5    | 2      | 4                |
| 6    | 1      | 2                |

## Diamond Races
| Diamond Race loopnummers |       |       |       |       |        |        |              |              |                |
| Mannen                   | 100 m | 200 m | 400 m | 800 m | 1500 m | 5000 m | 110 m horden | 400 m horden | 3000 m steeple |
| Vrouwen                  | 100 m | 200 m | 400 m | 800 m | 1500 m | 5000 m | 100 m horden | 400 m horden | 3000 m steeple |

| Diamond Race technische nummers |                      |              |             |                    |             |              |             |
| Mannen                          | Polsstokhoogspringen | Hoogspringen | Verspringen | Hink-stap-springen | Kogelstoten | Discuswerpen | Speerwerpen |
| Vrouwen                         | Polsstokhoogspringen | Hoogspringen | Verspringen | Hink-stap-springen | Kogelstoten | Discuswerpen | Speerwerpen |

### Mannen

#### Loopnummers
| #           | Wedstrijd   | 100 m              | 200 m                  | 400 m                   | 800 m                   | 1500 m/Mijl             | 3000 m/5000 m            | 110 m h              | 400 m h               | 3000 m st                 |
| 1           | Doha        | –                  | Ameer Webb 19,85       | LaShawn Merritt 44,41   | –                       | Asbel Kiprop 3.32,15    | –                        | Omar McLeod 13,05    | –                     | Conseslus Kipruto 8.05,13 |
| 2           | Shanghai    | Justin Gatlin 9,94 | –                      | –                       | Ferguson Rotich 1.45,68 | –                       | Muktar Edris 12.59,96    | Omar McLeod 12,98    | Michael Tinsley 48,90 | –                         |
| 3           | Rabat       | –                  | Alonso Edward 20,07    | LaShawn Merritt 44,66   | P-A Bosse 1.44,51       | –                       | –                        | David Oliver 13,12   | –                     | Conseslus Kipruto 8.02,77 |
| 4           | Eugene      | Justin Gatlin 9,88 | –                      | –                       | Boris Berian 1.44,20    | –                       | Muktar Edris 12.59,43    | –                    | Michael Tinsley 48,74 | –                         |
| 5           | Rome        | –                  | Ameer Webb 20,04       | Wayde van Niekerk 44,19 | –                       | Elijah Manangoi 3.33,96 | –                        | Orlando Ortega 13,22 | –                     | Conseslus Kipruto 8.01,41 |
| 6           | Birmingham  | –                  | A. de Grasse 20,16     | Kirani James 44,23      | –                       | Asbel Kiprop 3.29,33    | –                        | –                    | –                     | Conseslus Kipruto 8.00,12 |
| 7           | Oslo        | A. de Grasse 10,07 | –                      | –                       | –                       | Asbel Kiprop 3.51,48    | Hagos Gebrhiwet 13.07,70 | –                    | Yasmani Copello 48,79 | –                         |
| 8           | Stockholm   | JA Harvey 10,18    | –                      | –                       | Ferguson Rotich 1.45,07 | –                       | Ibrahim Jeilan 13.03,22  | –                    | Javier Culson 49,43   | –                         |
| 9           | Monaco      | –                  | Alonso Edward 20,10    | Wayde van Niekerk 44,12 | –                       | Ronald Kwemoi 3.30,49   | –                        | Orlando Ortega 13,04 | –                     | Conseslus Kipruto 8.08,11 |
| 10          | Londen      | Jimmy Vicaut 10,02 | –                      | –                       | P-A Bosse 1.43,88       | –                       | Mo Farah 12.59,29        | –                    | Kerron Clement 48,40  | –                         |
| 11          | Lausanne    | –                  | Churandy Martina 19,81 | LaShawn Merritt 44,50   | –                       | A. Souleiman 2.13,49    | –                        | Orlando Ortega 13,11 | –                     | Abraham Kibiwott 8.09,58  |
| 12          | Parijs      | BY Meïté 9,96      | –                      | –                       | Alfred Kipketer 1.42,87 | –                       | Yomif Kejelcha 7.28,19   | –                    | Nicholas Bett 48,01   | –                         |
| 13          | Zürich      | Asafa Powell 9,94  | –                      | LaShawn Merritt 44,64   | –                       | –                       | Hagos Gebrhiwet 13.14,82 | –                    | Kerron Clement 48,72  | –                         |
| 14          | Brussel     | –                  | Julian Forte 19,97     | Luguelín Santos 45,02   | Adam Kszczot 1.44,36    | T. Cheruiyot 3.31,34    | –                        | Orlando Ortega 13,08 | –                     | Conseslus Kipruto 8.03,74 |
|             |             |                    |                        |                         |                         |                         |                          |                      |                       |                           |
| Eindwinnaar | Eindwinnaar | Asafa Powell       | Alonso Edward          | LaShawn Merritt         | Ferguson Rotich         | Asbel Kiprop            | Hagos Gebrhiwet          | Orlando Ortega       | Kerron Clement        | Conseslus Kipruto         |

#### Technische nummers
| #           | Wedstrijd   | Verspringen             | Hink-stap-springen       | Hoogspringen              | Polsstokhoogspringen     | Kogelstoten          | Discus                    | Speer                    |
| 1           | Doha        | –                       | Christian Taylor 17,23 m | Erik Kynard 2,33 m        | –                        | –                    | Piotr Małachowski 68,03 m | –                        |
| 2           | Shanghai    | Gao Xinglong 8,14 m     | –                        | –                         | Sam Kendricks 5,88 m     | Kurt Roberts 21,40 m | –                         | Thomas Röhler 85,71 m    |
| 3           | Rabat       | Rushawl Samaai 8,36 m   | –                        | Bohdan Bondarenko 2,31 m  | –                        | –                    | Piotr Małachowski 67,45 m | –                        |
| 4           | Eugene      | –                       | Christian Taylor 17,76 m | –                         | Renaud Lavillenie 5,81 m | Joe Kovacs 22,13 m   | –                         | Ihab Adbelrahman 87,37 m |
| 5           | Rome        | Greg Rutherford 8,31 m  | –                        | Bohdan Bondarenko 2,33 m  | –                        | –                    | Robert Urbanek 65,00 m    | –                        |
| 6           | Birmingham  | Marquise Goodwin 8,42 m | –                        | Mutaz Essa Barshim 2,37 m | –                        | –                    | Piotr Małachowski 67,50 m | –                        |
| 7           | Oslo        | –                       | Alexis Copello 16,91 m   | –                         | Renaud Lavillenie 5,80 m | Joe Kovacs 22,01 m   | –                         | Thomas Röhler 89,30 m    |
| 8           | Stockholm   | –                       | Christian Taylor 17,59 m | –                         | Renaud Lavillenie 5,73 m | Tomas Walsh 21,13 m  | –                         | Ihab Adbelrahman 86,00 m |
| 9           | Monaco      | Damar Forbes 8,23 m     | –                        | Gianmarco Tamberi 2,39 m  | –                        | –                    | Piotr Małachowski 65,57 m | –                        |
| 10          | Londen      | Gao Xinglong 8,11 m     | Christian Taylor 17,79 m | –                         | –                        | Joe Kovacs 22,04 m   | –                         | Jakub Vadlejch 85,72 m   |
| 11          | Lausanne    | –                       | –                        | Mutaz Essa Barshim 2,35 m | Sam Kendricks 5,92 m     | –                    | Philip Milanov 65,61 m    | –                        |
| 12          | Parijs      | –                       | Chris Carter 16,92 m     | –                         | Renaud Lavillenie 5,92 m | Tomas Walsh 22,00 m  | –                         | Jakub Vadlejch 88,02 m   |
| 13          | Zürich      | –                       | Christian Taylor 17,80 m | –                         | Sam Kendricks 5,90 m     | Tomas Walsh 22,20 m  | –                         | Jakub Vadlejch 87,28     |
| 14          | Brussel     | Luvo Manyonga 8,48 m    | –                        | Erik Kynard 2,32 m        | –                        | –                    | Daniel Stahl 65,78 m      | –                        |
|             |             |                         |                          |                           |                          |                      |                           |                          |
| Eindwinnaar | Eindwinnaar | Fabrice Lapierre        | Christian Taylor         | Erik Kynard               | Renaud Lavillenie        | Tomas Walsh          | Piotr Małachowski         | Jakub Vadlejch           |

### Vrouwen

#### Loopnummers
| #           | Wedstrijd   | 100 m                 | 200 m                 | 400 m                   | 800 m                  | 1500 m/Mijl               | 3000 m/5000 m             | 100 m h               | 400 m h               | 3000 m st             |
| 1           | Doha        | Tori Bowie 10,80      | –                     | –                       | Caster Semenya 1.58,26 | –                         | Almaz Ayana 8.23,11       | –                     | Eilidh Doyle 54,53    | –                     |
| 2           | Shanghai    | –                     | Murielle Ahouré 22,72 | Shaunae Miller 50,45    | –                      | Faith Kipyegon 3.56,82    | –                         | –                     | –                     | H. Jepkemoi 9.07,42   |
| 3           | Rabat       | Elaine Thompson 11,02 | –                     | –                       | Caster Semenya 1.56,64 | –                         | Almaz Ayana 14.16,31      | –                     | Janieve Russell 54,16 | –                     |
| 4           | Eugene      | –                     | Tori Bowie 21,99      | Shaunae Miller 50,15    | –                      | Faith Kipyegon 3.56,41    | –                         | Kendra Harrison 12,24 | –                     | Ruth Jebet 8.59,97    |
| 5           | Rome        | Elaine Thompson 10,87 | –                     | –                       | Caster Semenya 1.56,64 | –                         | Almaz Ayana 14.12,59      | –                     | Janieve Russell 53,96 | –                     |
| 6           | Birmingham  | English Gardner 11,02 | –                     | –                       | F. Niyonsaba 1.56,92   | –                         | Vivian Cheruiyot 15.12,79 | Kendra Harrison 12,46 | Cassandra Tate 54,57  | –                     |
| 7           | Oslo        | –                     | Dafne Schippers 21,93 | S.A. McPherson 51,04    | –                      | Faith Kipyegon 4.18,60    | –                         | Brianna Rollins 12,56 | –                     | H. Jepkemoi 9.09,57   |
| 8           | Stockholm   | –                     | D. Asher-Smith 22,72  | N. Williams-Mills 52,29 | –                      | Angelika Cichocka 4.03,25 | –                         | Kendra Harrison 12,66 | –                     | Ruth Jebet 9.08,37    |
| 9           | Monaco      | Dafne Schippers 10,98 | –                     | –                       | Caster Semenya 1.55,30 | –                         | Hellen Obiri 8.24,27      | –                     | Eilidh Doyle 54,09    | –                     |
| 10          | Londen      | –                     | Dafne Schippers 22,13 | Shaunae Miller 49,55    | –                      | Laura Muir 3.57,49        | –                         | Kendra Harrison 12,20 | –                     | Habiba Ghribi 9.21,35 |
| 11          | Lausanne    | Elaine Thompson 10,78 | –                     | –                       | F. Niyonsaba 1.57,71   | –                         | Genzebe Dibaba 8.31,34    | –                     | D. Muhammad 53,78     | –                     |
| 12          | Parijs      | –                     | Dafne Schippers 22,13 | Natasha Hastings 50,06  | –                      | Laura Muir 3.55,22        | –                         | Kendra Harrison 12,44 | –                     | Ruth Jebet 8.52,78    |
| 13          | Zürich      | –                     | Elaine Thompson 21,85 | –                       | Caster Semenya 1.56,44 | Shannon Rowbury 3.57,78   | –                         | Kendra Harrison 12,63 | –                     | Ruth Jebet 9.07,00    |
| 14          | Brussel     | Elaine Thompson 10,72 | –                     | Caster Semenya 50,40    | –                      | –                         | Almaz Ayana 14.18,89      | –                     | Cassandra Tate 54,47  | –                     |
|             |             |                       |                       |                         |                        |                           |                           |                       |                       |                       |
| Eindwinnaar | Eindwinnaar | Elaine Thompson       | Dafne Schippers       | S.A. McPherson          | Caster Semenya         | Laura Muir                | Almaz Ayana               | Kendra Harrison       | Cassandra Tate        | Ruth Jebet            |

#### Technische nummers
| #           | Wedstrijd   | Verspringen           | Hink-stap-springen        | Hoogspringen          | Polsstokhoogspringen       | Kogelstoten             | Discus                  | Speer                        |
| 1           | Doha        | –                     | Caterine Ibargüen 15,04 m | –                     | Sandi Morris 4,83 m        | Tia Brooks 19,48m       | –                       | Sunette Viljoen 65,14 m      |
| 2           | Shanghai    | Ivana Španović 6,95 m | –                         | Levern Spencer 1,94 m | –                          | –                       | Sandra Perković 70,88 m | –                            |
| 3           | Rabat       | –                     | Caterine Ibargüen 14,51 m | –                     | Ekaterini Stefanidi 4,75 m | Valerie Adams 19,68 m   | –                       | Madara Palameika 64,76 m     |
| 4           | Eugene      | Brittney Reese 6,92 m | –                         | Chaunté Lowe 1,95 m   | –                          | –                       | Sandra Perković 68,57 m | –                            |
| 5           | Rome        | –                     | Caterine Ibargüen 14,78 m | –                     | Ekaterini Stefanidi 4,75 m | Valerie Adams 19,69 m   | –                       | Sunette Viljoen 61,95 m      |
| 6           | Birmingham  | –                     | Olga Rypakova 14,61 m     | –                     | Yarisley Silva 4,84 m      | Tia Brooks 19,73 m      | –                       | Madara Palameika 65,68 m     |
| 7           | Oslo        | Ivana Španović 6,94 m | –                         | Ruth Beitia 1,90 m    | –                          | –                       | Sandra Perković 67,10 m | –                            |
| 8           | Stockholm   | Ivana Španović 6,90 m | –                         | Ruth Beitia 1,93 m    | –                          | –                       | Sandra Perković 68,32 m | –                            |
| 9           | Monaco      | –                     | Caterine Ibargüen 14,96 m | –                     | Ekaterini Stefanidi 4,81 m | Valerie Adams 20,05 m   | –                       | Tatjana Chaladovitsj 65,62 m |
| 10          | Londen      | –                     | –                         | Ruth Beitia 1,98 m    | Ekaterini Stefanidi 4,80 m | –                       | Sandra Perković 69,94 m | –                            |
| 11          | Lausanne    | Ivana Španović 6,83 m | Caterine Ibargüen 14,76 m | –                     | –                          | Valerie Adams 19,94 m   | –                       | Madara Palameika 65,29 m     |
| 12          | Parijs      | Ivana Španović 6,90 m | –                         | Ruth Beitia 1,98 m    | –                          | –                       | Sandra Perković 67,62 m | –                            |
| 13          | Zürich      | Brittney Reese 6,95 m | –                         | Ruth Beitia 1,96 m    | –                          | –                       | Sandra Perković 68,44 m | –                            |
| 14          | Brussel     | –                     | Caterine Ibargüen 14,66 m | –                     | Sandi Morris 5,00 m        | Michelle Carter 19,98 m | –                       | Madara Palameika 66,18 m     |
|             |             |                       |                           |                       |                            |                         |                         |                              |
| Eindwinnaar | Eindwinnaar | Ivana Španović        | Caterine Ibargüen         | Ruth Beitia           | Ekaterini Stefanidi        | Valerie Adams           | Sandra Perković         | Madara Palameika             |